# Mozkové vlny gama

Gama vlny

Gama mozkové vlny je modelový vzorec neuronové oscilace lidského mozku v rozmezí asi od 25 do 100 Hz),
kdy charakteristická frekvence gama vln je 40 Hz.
Podle obecně rozšířené teorie, gama mozkové vlny vstupují do tvorby unifikovaného vnímaní vědomí (problém vazeb).
Nicméně není zde jasná vědecká shoda nad touto teorií; jak vědci předpokládají:
Jestli gama mozkové vlny jsou, nebo nejsou implikovány při subjektivním vnímání, je velmi těžká otázka a věda ji ještě v dnešní době není schopna zcela jasně zodpovědět.[zdroj?]

## Historie
Gama mozkové vlny byly zpočátku ignorovány, než byl vynalezen digitální elektroencefalograf. Analogové měření totiž nebylo schopno identifikovat oscilace s frekvencí vyšší než 25 Hz. Jeden z nejstarších záznamů byl z roku 1964, kdy snímací elektrody byly implantovány ve zrakovém kortexu u opic při vědomí.

## Spojitost s unifikovaným vědomím

### Historie objevu
Představa, že různé oblasti v mozku jsou stimulovány současně, se přišlo výzkumem v roce 1988
, kdy dva neurony se pohybují synchronně (i když nejsou přímo spojeny), zatímco jen jeden externí objekt stimuluje jejich receptivní pole. Následné experimenty mnohokrát poukázaly na tento jev v širokém rozsahu vizual cortexu (týl hlavy). Zejména, Francis Crick a Christof Koch v roce 1990  uvedli, že existuje významný vztah mezi problémem vazeb a problémem vizuálního uvědomění a výsledkem může být, že synchronní oscilace s frekvencí 40 Hz se podílejí na vizuálním vědomí, stejně tak i na vizuálních vazbách. Později se stejný tým autorů vyjádřil skepticky k myšlence, že oscilace s frekvencí 40 Hz je postačující podmínkou pro vizuální vnímání.
Odborný článek Andrease K. Engela et al. v časopise Consciousness and Cognition (1999) uvádí a definuje hypotézu, že časové synchronizace neuronů jsou jako základ pro vědomí.
Hypotézou je, že synchronizace neuronových výbojů může sloužit pro integraci distribuovaných neuronů do mobilních sestav a že tento proces může být základem pro výběr perceptuálně a behaviorálně relevantních informací.

### Role při zaměřování pozornosti
Mechanismus spočívá v tom, že gama vlny se vztahují k nervovému vědomí, prostřednictvím mechanismu vědomé pozornosti:
Navrhované řešení spočívá ve vlně, která pochází z oblasti thalamu, a prožene se mozkem zepředu dozadu, 40krát za sekundu, vykazuje různé neuronální okruhy při synchronizaci s podnětem, a tím se přináší podnět do popředí pozornosti. Pokud je thalamus poškozen, a to i jen trochu, tato vlna se zastaví, uvědomění se netvoří a pacient sklouzne do hlubokého komatu. 
Tvrzení tedy je, že když se všechny tyto nervové shluky pohybují společně během těchto intervalů synchronizovaných podnětů, pomáhají tak vyvolávat vzpomínky a asociace z vizuálního podnětu. To přináší distribuované matice kognitivních procesů společně a vytvoří koherentní, kognitivní ucelený akt, jako je vnímání. To vedlo k teorii, že gama vlny jsou spojeny s řešením problému vazeb. 
Gama vlny jsou pozorovány jako nervové synchronizace z vizuálních podnětů jak při vědomí, tak i při podprahovém stimulu.  Tento výzkum také vrhá světlo na to, jak nervová synchronie může vysvětlovat stochastické rezonance v nervovém systému.  Vlny jsou také zapojeny při REM spánku, což zahrnuje vizualizace, a také v průběhu při anestézii.